# Flugplatz Skövde

i7
i11
i13
Der Flugplatz Skövde (schwedisch Skövde flygplats, IATA-Code: KVB, ICAO-Code: ESGR) ist ein öffentlicher Regionalflugplatz, in der Nähe von Skövde in der schwedischen Provinz Västra Götalands län.

## Flughafendaten
Der Flugplatz hat eine Asphaltpiste mit 1736 Meter Länge und 30 Meter Breite. Die Seehöhe beträgt 99 Meter. Die Gesamtfläche des Flugplatzes beträgt 244 Hektar.

## Geschichte
Der Flugplatz Skövde wurde am 6. August 1989 eröffnet. Anfangs gab es einen starken regulären Verkehr von Skövde nach Stockholm/Arlanda und Kastrup, wo unter anderem Swedair und Skyways Express flogen. Im Jahr 1990 hatte der Flugplatz insgesamt 48.114 Passagiere, danach wurde er größtenteils erst fertiggestellt. Im Jahr 2001 betrug die Anzahl der Passagiere nur mehr 9919 und der Passagierverkehr wurde im März 2002 eingestellt. Der Wettbewerb mit dem Zug wurde zu schwierig. Neben dem Passagierverkehr, auf den nur ein Drittel des Geschäfts entfiel, gab es auch Verkehrs-, Taxi-, Militär- und Sportflüge sowie Hubschrauber, alle diese Operationen wurden nach Einstellung des Passagierverkehrs fortgeführt.
Im September 2021 wurde vom Gemeinderat beschlossen, den Flugplatz Skövde zugunsten der Umwandlung des Landes in Industrieland zu ändern.